# Liis Ott
Liis Ott (* 18. Mai 1990 in Tartu) ist eine estnische Fußballnationalspielerin.
Ott debütierte 2010 für die estnische Auswahl. Seitdem bestritt sie 5 Länderspiele. Auf Vereinsebene spielt sie aktuell beim estnischen Verein JK Tammeka Tartu.